# Обласов Ілля Сергійович
Ілля́ Сергі́йович Обла́сов — солдат Збройних сил України, учасник російсько-української війни.
Народився 1994 року. Закінчив Гірницьке ПТУ 2012 року.

## Нагороди
Разом з іще 5 військовиками за визволення Слов'янська за особисту мужність і героїзм, виявлені у захисті державного суверенітету та територіальної цілісності України, вірність військовій присязі 5 липня 2014 року нагороджений орденом «За мужність» III ступеня.